# (15389) Geflorsch
(15389) Geflorsch est un astéroïde de la ceinture principale.

## Description
(15389) Geflorsch est un astéroïde de la ceinture principale. Il fut découvert le 2 octobre 1997 à Caussols par le projet ODAS. Il présente une orbite caractérisée par un demi-grand axe de 2,44 UA, une excentricité de 0,19 et une inclinaison de 3,5° par rapport à l'écliptique.

## Compléments